# Heigl Panzerauto M.25
De Heigl Panzerauto M.25  was een Oostenrijkse pantserwagen die in het Interbellum werd ontwikkeld en bedoeld was als trainingsvoertuig. De bouw startte in 1925.

## Geschiedenis
Na de Eerste Wereldoorlog kreeg het Oostenrijkse leger in de gaten wat voor rol de pantserwagen in de oorlog had gespeeld. Luitenant Fritz Heigl was vanaf de inmenging van Italië in de oorlog vrijwel de gehele tijd aan het Italiaanse front geweest en hij had gezien dat met behulp van pantserwagens de Italianen gemakkelijker te verslaan waren geweest. Ook bleek dat pantserwagens effectiever waren in bergachtige gebieden dan verwacht. Vanwege de ervaring van Heigl werd aan hem gevraagd om een pantserwagen te creëren. 
Het Oostenrijkse leger was verboden om gepantserde voertuigen te bezitten, maar het verkrijgen van trainingsvoertuigen was niet verboden. Deze maas in de wet (Verdrag van Versailles) zorgde ervoor dat Heigl in de zomer van 1925 kon beginnen aan het ontwerpen van het eerste trainingsvoertuig. In 1926 werden de eerste voertuigen ingezet tijdens de manoeuvres in augustus en werden positief ontvangen. Vervolgens werden de voertuigen intensief ingezet voor de opleiding van militair personeel. De bouw werd voortgezet tot 1927, maar wanneer de voertuigen zijn afgeschreven is niet bekend.

## Ontwerp
Als basis werd er gekozen voor een 5-tons commerciële Büssing-Fross truck, die werd gebouwd vanaf 1913 tot 1918. De truck was betrouwbaar en robuust en er was een groot aantal van geproduceerd, zodat reserveonderdelen genoeg verkrijgbaar zouden zijn. Met de voorwielen werd gestuurd en de dubbele achterwielen werden aangedreven door de motor. De banden waren van massief rubber en hadden bladvering. 
Het eerste voertuig kreeg de bijnaam "Hans" en had een hoge opbouw. De pantserplaat aan de achterzijde was sterk afgeschuind naar boven toe. De zijden waren horizontaal en in beide waren uitsparingen waardoor een machinegeweer kon worden afgevuurd. Op het dak stonden twee kleine torens met een diameter van tachtig centimeter. In beide was een 7,92 mm machinegeweer geplaatst. De bemanning bestond uit zes personen. Globaal kwam het ontwerp overeen met een Hongaars ontwerp uit 1919, die ook op de Büssing-Fross was gebaseerd en ook zo heette.
De tweede uitvoeringsvorm van het voertuig kreeg de bijnaam "Fritz" en had enkele wijzigingen ondergaan. De belangrijkste was het vergroten van de torens waardoor ze een diameter kregen van 95 centimeter. Hierdoor konden ze niet meer naast elkaar worden geplaatst en werd er één toren een deel naar achteren verschoven, waardoor ze diagonaal aan elkaar stonden.
De derde uitvoeringsvorm verschilde in het ontwerp relatief veel met de "Hans" en "Fritz". De romp werd herontworpen en de motor werd daardoor beter beschermd. De schuine achterplaat verdween en het ontwerp kreeg een kubusachtige vorm. In de zijden waren drie, in plaats van twee, luiken geplaatst. Ook de torens werden anders gepositioneerd. Ze stonden nog diagonaal aan elkaar, maar ze waren verder uit elkaar geplaatst, vergelijkbaar als bij de Tsjechoslowaakse Fiat-Torino. Tussen de twee torens werd een ronde observatietoren geplaatst met waarnemingsspleten. Van deze versie zijn er waarschijnlijk twee gebouwd.